# アラビア語マグリブ方言
マグリブ方言（マグリブ方言:مَغربِيَ）、またはダーリジャ（マグリブ方言:دارجة、「共通言語」を意味する） は、マグリブ地方で話される一連のアラビア語の方言（アーンミーヤ）である。これには、モロッコ方言、アルジェリア方言、チュニジア方言、リビア方言、ハサニヤ方言、サハラ方言が含まれる。マグリブ方言は、ベルベル語、ラテン語、フェニキア語の基層に基づいており、主にセム語派の語彙を持っている。また、ベルベル語の語彙も含まれており、リビア語の語彙の2〜3％、アルジェリア方言とチュニジア方言の語彙の8〜9％、モロッコ方言の語彙の10〜15％を占めている。マグレブ方言はかつて、アンダルス方言とシチリア方言の絶滅した形態で、それぞれ17世紀と13世紀までアンダルスやシチリアで話されていた。マルタ語は、最終的にチュニジアから起源を持つシチリアで話されていた言語に由来し、いくつかの典型的なマグリブ方言の地域特性を含んでいる。

## 名称
「マグリブ方言」または「ダーリジャ、デリジャ、デリャ」（マグリブ方言:دارجة）は「日常言語」を意味する。この名称は、derija または darja とも表記され、マグレブ地方で話されるいずれかの言語を指す。例えば、アルジェリア方言は「Dzayri（アルジェリア方言）」、チュニジア方言は「Tounsi（チュニジア方言）」として言及され、これらはマグリブ方言の一部である。

## 特徴

### ラテン語の基層
マグリブ方言のラテン語基層は、東ローマ帝国時代に都市のリングワ・フランカとして使用されていたアフリカ・ロマンス語に由来する可能性がある。形態論において、この基層は、北モロッコ方言で一般的な複数名詞の形態素 -əsh/-osh の起源と考えられており、また、アンダルス方言に見られるような人称代名詞動詞の二人称単数形における性の消失もその影響を受けた可能性がある。マグリブ方言の語彙には、ラテン語からの借用語が多数含まれている。例えば、モロッコ方言/アルジェリア方言/チュニジア方言の شَاقُور, shāqūr（「斧」）は secūrisに由来し、ببوش（「カタツムリ」）は babōsusに、فلوس（「ひよこ」）はベルベル語の afullus を経由して pullusに由来します。

### 他の言語との関係
マグリブ方言の話者は、フランス語（モロッコ、アルジェリア、チュニジア）、スペイン語（北モロッコおよび北西アルジェリア）、およびイタリア語（リビアおよびチュニジア）から頻繁に単語を借用し、それらの単語を自分たちの言語の規則に従って活用します。ただし、受動態のような例外もあります。

## 関連文献
- Singer, Hans-Rudolf (1980) “Das Westarabische oder Maghribinische” in Wolfdietrich Fischer and Otto Jastrow (eds.) Handbuch der arabischen Dialekte. Otto Harrassowitz: Wiesbaden. 249–76.